# آل وحشان (مأرب)

تعديل مصدري - تعديل

آل وحشان هي إحدى قرى عزلة ال راشد منيف بمديرية مأرب التابعة لمحافظة مأرب، بلغ تعداد سكانها 527 نسمة حسب تعداد اليمن لعام 2004.